# Wadham College w Oksfordzie
Wadham College – jedno z kolegiów wchodzących w skład University of Oxford. Powstało w 1610 roku, zaś jego fundatorką była Dorothy Wadham, zamożna ziemianka z Somerset, która zrealizowała w ten sposób zapis z testamentu swojego zmarłego męża Nicholasa Wadhama. Obecnie Kolegium uważa oboje małżonków za swoich patronów.
Według danych na wrzesień 2012, do Kolegium należy ok. 600 studentów, w tym 450 słuchaczy studiów licencjackich oraz 150 magistrantów i doktorantów. Dyrektorem Kolegium jest prawnik Ken Macdonald.

## Znani absolwenci
- Lindsay Anderson – reżyser filmowy i teatralny
- Owen Barfield – filozof i pisarz
- Thomas Beecham – dyrygent
- lord Westbury – prawnik i polityk
- Robert Blake – admirał
- Alan Bullock – historyk
- Marcus du Sautoy – matematyk
- Michael Foot – polityk
- William Fox – czterokrotny premier Nowej Zelandii
- Penaia Ganilau – polityk
- Nordahl Grieg – pisarz i dramaturg
- Tuanku Abdul Halim – dwukrotny elekcyjny król Malezji
- Felicity Jones – aktorka
- Hari Kunzru – pisarz
- John A. Leslie – filozof
- Alister McGrath – biofizyk i teolog chrześcijański
- Tim McInnerny – aktor
- Kamisese Mara – polityk
- Patrick Marber – pisarz i scenarzysta komediowy
- Rosamund Pike – aktorka
- Tony Richardson – reżyser
- lord Simon – polityk
- lord Birkenhead – polityk
- Rowan Williams – duchowny anglikański, arcybiskup Canterbury
- lord Rochester – poeta i dworzanin królewski
- Christopher Wren – architekt